# Tikhaja Sosna
Tikhaja Sosna (russisk: Ти́хая Сосна́, tr. Tíkhaja Sosná) er en flod i Belgorod og Voronezj oblast i Rusland. Den er en højre biflod til Don og er 161 km lang, med et afvandingsareal på 4.350 km².
Floden har sit udspring i de østlige dele af Belgorod oblast, på sydøstskråningen af Det centralrussiske plateau. Den løber i nordøstlig retning ind i Voronezj oblast og munder ud i Don omkring 15 km vest for byen Liski.
Ved Tikhaja Sosna ligger byerne Birjutsj, Aleksejevka og Ostrogozjsk.